# 台湾海峡危機

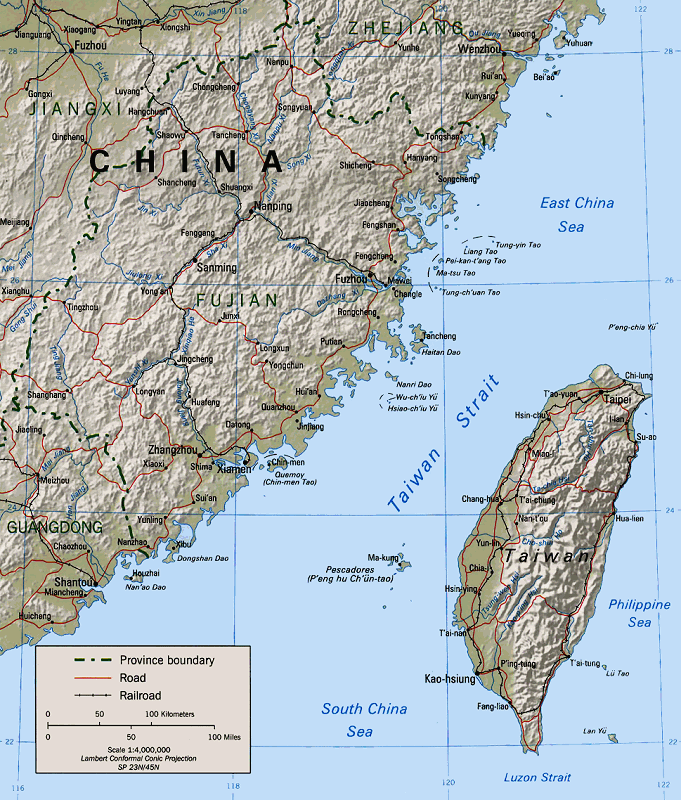
台湾海峡、向かい合う台湾と中国本土

台湾海峡危機（たいわんかいきょうきき）は、1950年代から1990年代にかけて中華人民共和国 （中国大陸）と中華民国（台湾）の間での軍事的緊張が高まった事件の総称。4度にわたり緊張が高まったが、アメリカの介入などにより全面戦争に発展することはなかった。

## 原因
第一次、第二次台湾海峡危機のいずれも、中国側の動機は、アメリカとの軍事緊張を作ることで、ソ連に原爆製造技術の供与を要請するためだったという説がある。

## 第一次台湾海峡危機（1954年 - 1955年）

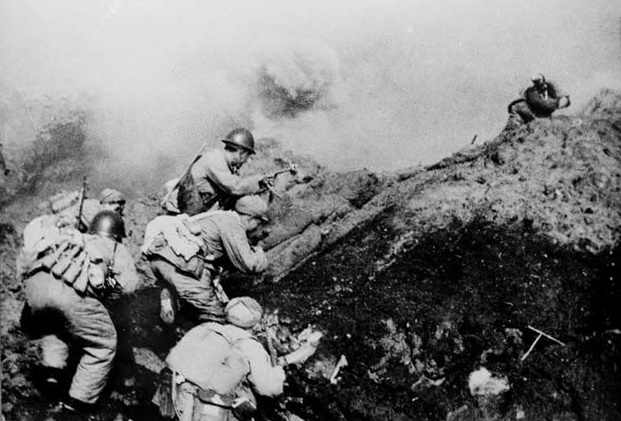
一江山島を占領する人民解放軍

国共内戦の結果、1949年に中国国民党率いる中華民国政府は中国大陸での統治権を喪失し、台湾に移転したが、中国西南部の山岳地帯及び東南沿岸部の島嶼一帯では中国共産党に対する軍事作戦を継続していた。しかし1950年になると、舟山群島、海南島が中国共産党の人民解放軍に奪取され、また西南部でも人民解放軍がミャンマー国境地帯に進攻したため、国民党は台湾及び福建省や浙江省沿岸の一部島嶼（金門島、大陳島、一江山島）のみを維持するに留まり、東シナ海沿岸での海上ゲリラ戦術で共産党に対抗していた。
朝鮮戦争の影響で沿岸部における侵攻作戦が休止しはじめ、中国の視線が徐々に朝鮮半島へ移転するのを機に国民党は反撃を幾度か試みたものの（南日島戦役、東山島戦役）戦果が期待したものとはほど遠く大陸反攻への足がかりを築くことができなかった。そして、朝鮮戦争が収束するにつれ共産党の視線は再び沿岸部へ向きはじめるようになる。
この間人民解放軍はソ連から魚雷艇やジェット戦闘機を入手して現代的な軍としての体制を整えつつあった。
1954年5月、中国人民解放軍は海軍や空軍の支援の下大陳島及び一江山島周辺の島々を占領し、10月までに砲兵陣地と魚雷艇基地を設置した。9月3日から金門島の守備に当たっていた中華民国国軍に対し砲撃を行った（93砲戦）。11月14日に一江山島沖で人民解放軍の魚雷艇が国民党軍海軍の護衛駆逐艦『太平』（旧アメリカ海軍デッカー）を撃沈すると周辺の制海権を掌握した。
1955年1月18日には解放軍華東軍区部隊が軍区参謀長張愛萍の指揮の下、一江山島を攻撃、陸海空の共同作戦により午後5時30分に一江山島は解放軍により占拠され、中華民国陸軍の指揮官である王生明は手榴弾により自決している。
一江山島を失った台湾側は付近の大陳島の防衛は困難と判断、2月8日から2月11日にかけてアメリカ海軍と中華民国海軍の共同作戦により大陳島撤退作戦が実施され、浙江省の拠点を放棄したことで事態は収束を迎えた。

## 第二次台湾海峡危機（1958年）
1958年8月23日、中国人民解放軍は台湾の金門守備隊に対し砲撃を開始、44日間に50万発もの砲撃を加え、金門防衛部副司令官である吉星文、趙家驤、章傑などがこの砲撃で戦死している。この砲撃に対し台湾側は9月11日に中国との空中戦に勝利し、廈門駅を破壊するなどの反撃を行った。この武力衝突でアメリカは台湾の支持を表明、アイゼンハワー大統領は「中国はまぎれもなく台湾侵略」を企図しているとし、また中国をナチスになぞらえた。9月22日にはアメリカが提供した8インチ砲により中国側への砲撃を開始、また金門への補給作戦を実施し、中国による金門の海上封鎖は失敗、台湾は金門地区の防衛に成功している。9月29日、蔣介石は金門島の危機に際してはアメリカの支援なくとも中国と戦闘態勢に入ることを述べた。
10月中旬、ダレス国務長官は台湾を訪れ、台湾に対してアメと鞭の態度で臨むことを伝えた。つまり蔣介石が金門・馬祖島まで撤収することを条件に、援助をすると伝えた。蔣介石は10月21日からの三日間の会談でアメリカの提案を受け入れるが、大陸反撃を放棄しない旨もアメリカへ伝えた。
10月6日には中国が「人道的配慮」から金門・馬祖島の封鎖を解除し、一週間の一方的休戦を宣言し、アメリカとの全面戦争を避けた。
翌1959年（昭和34年）9月、健康上の理由で首相を辞職した石橋湛山は回復後、私人として中華人民共和国を訪問し、9月17日周恩来首相との会談を行い、冷戦構造を打ち破る日中米ソ平和同盟を主張。この主張はまだ国連の代表権を持たない共産党政権にとって国際社会への足がかりになるものとして魅力的であり、周はこの提案に同意。周は台湾（中華民国）に武力行使をしないと石橋に約束した（石橋・周共同声明）。のちの日中共同声明に繋がったともいわれるこの声明および石橋の個人的ともいえる外交活動が、当面の危機を回避することに貢献した。

## 国光計画（1962年）
1962年、大躍進政策に失敗し国力を疲弊させた中華人民共和国に対し、蔣介石は大陸反攻の好機と捉え攻撃の計画（国光計画）に着手した。具体的に政府及び軍部に大陸反攻のための組織を設置、同時にアメリカの支持を取り付けようとしたが、全面戦争に発展することを恐れたアメリカは国光計画に反対を表明、実際に軍事行動に発展することはなかった。

### 海威行動
国光計画に先立つものとして1962年から1965年にかけて広東省沿岸において小型舟艇に搭乗した武装工作員による断続的な襲撃作戦である「海威行動」が行われた。
国府軍の将兵1,800人が参加したが生きて台湾に帰還できたのは三分の一程度であったという。
その後は1965年に発生した偶発的な東引海戦、東山海戦、烏坵海戦を除き両岸間での戦闘は発生していない。

## 第三次台湾海峡危機（1995年-1996年）
1996年に行われた台湾総統選挙で李登輝優勢の観測が流れると、中国人民解放軍は選挙への恫喝として軍事演習を強行し、基隆沖海域にミサイルを撃ち込むなどの威嚇行為を行なうが、アメリカ海軍も空母機動部隊を派遣したため、台湾周辺では一気に緊張が高まり、その後の台湾のアイデンティティへ大きく影響を及ぼした。1950-60年代の危機と区別して「台湾海峡ミサイル危機」とも言う。

## 2022年
2022年8月、中国人民解放軍によって台湾周辺で軍事作戦が行われた。アメリカ合衆国下院議長ナンシー・ペロシの台湾訪問を受けてのもので、アメリカなどの圧力もあり間もなく収まった。
第三次台湾海峡危機以降、中国は経済的、軍事的そして主に第三国への影響力を高めたため、アメリカ合衆国や日本、台湾、フィリピン、韓国、ベトナム、インド、フランスなどに対して、脅威的な存在となっている。

## 参考資料
- 林正義:「南海及台海安全研究的観察」
- 張淑雅「Nancy Bernkopf Tucker, Taiwan, Hong Kong, and the United States, 1945~1992: Uncertain Friendship」

## 備考
1. ↑  ユン・チアン、ジョン・ハリデイ『マオ――誰も知らなかった毛沢東』上下巻（土屋京子訳、講談社、2005年)
2. ↑  蔣介石侍衛長出書 披露62年反攻大陸歴史，《新浪網》
3. ↑  港刊：台軍新書掲秘蔣介石当年「反攻大陸」計画，《人民網》
4. ↑  台軍方公佈50年前反攻大陸的絶密“国光計画”，《中華網》
5. ↑  林正義 (2012年10月). “蔣介石、毛澤東、甘迺迪與 1962 年臺海危機”. 遠景基金會季刊 13 (4).
6. ↑  八六海戦——成功的対台海上殲滅戦，《人民網》